# Perilampus pisticus
Perilampus pisticus is een vliesvleugelig insect uit de familie Perilampidae. De wetenschappelijke naam is voor het eerst geldig gepubliceerd in 2009 door Darling.